# كيهك
كيهك هو الشهر الرابع في التقويم المصري. وفي التقويم الجريجوري يبدأ من 10 ديسمبر إلى 8 يناير. وفيه يغطي فيضان النيل الأرض. واسم الشهر مشتق من أحد أسماء العجل أبيس (كا حر كا = روح في روح) وهو رمز الخير لدى قدماء المصريين.

## أمثال مصرية عن الشهر
- كيهك صباحك مساك، تقوم من فطورك تحضر عشاك.

«كيهك برد فوق وبرد تحت» اى البرد غلب على المسكن بأدواره

## التقليد القبطي
يحتل الشهر مكانة خاصة في طقوس الكنيسة القبطية الأرثوذكسية، ويعرف بالشهر المريمي؛ لأن عيد الميلاد، وفقًا للتقويم القبطي، يوافق يوم 29 كيهك، وفيه يقوم الأقباط بتسبيحة منتصف الليل لإحياء ذكرى تجسد الرب وتعظيم والدته مريم العذراء عند الأقباط الأرثوذكس.

## منتجات الشهر
سمك كيهك.

## اقرأ أيضا
- فصل الفيضان